# Dorfkirche Saalhausen

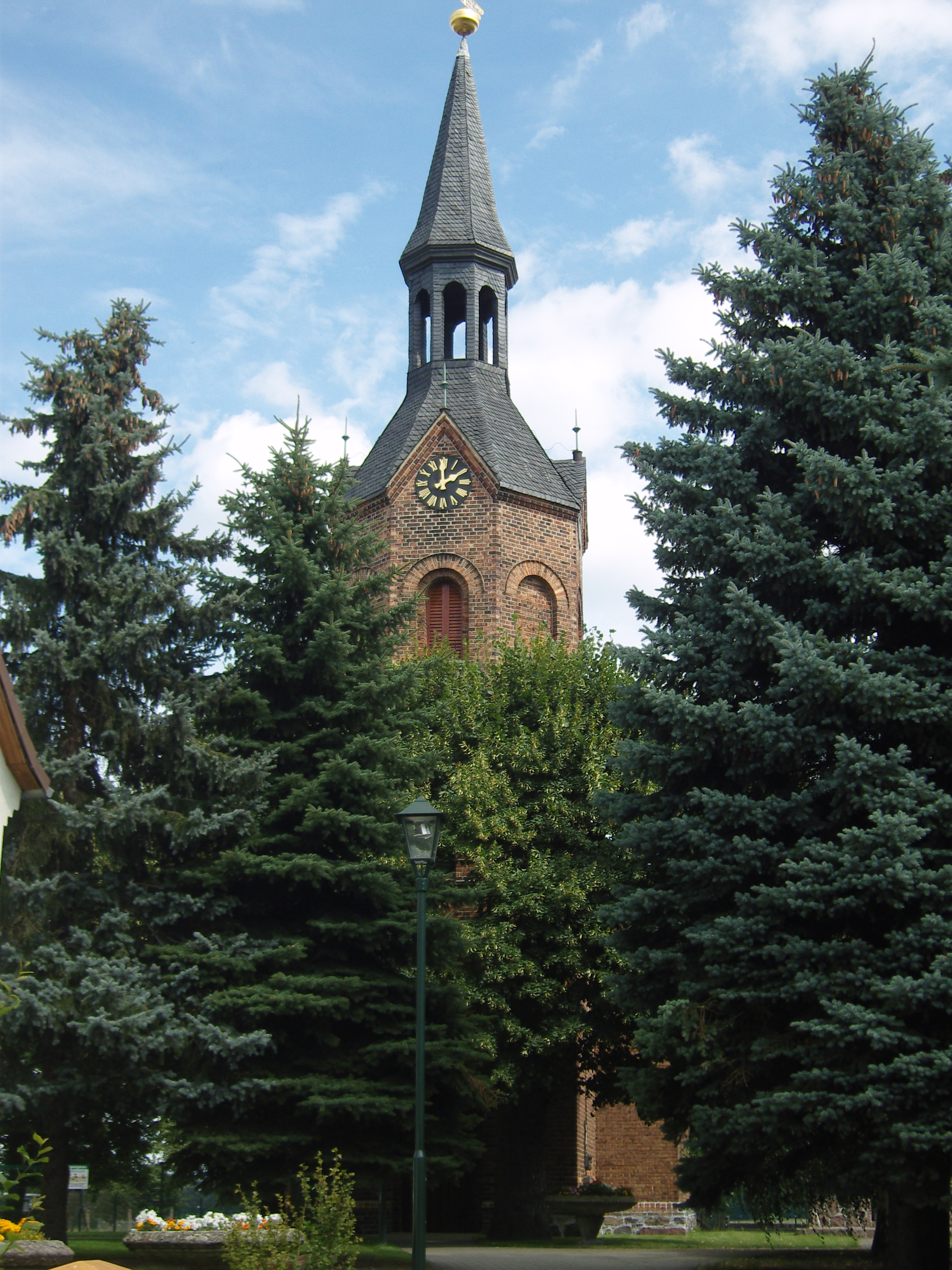
Dorfkirche Saalhausen

Die Dorfkirche Saalhausen ist ein evangelisches Gotteshaus, das unter Denkmalschutz steht. Es befindet sich in Saalhausen, einem Ortsteil der südbrandenburgischen Kleinstadt Großräschen im Landkreis Oberspreewald-Lausitz. Hier ist die im letzten Viertel des 19. Jahrhunderts errichtete Kirche mit einem angrenzenden Friedhof und einem unmittelbar benachbarten Gefallenendenkmal im Ortszentrum zu finden.

## Geschichte

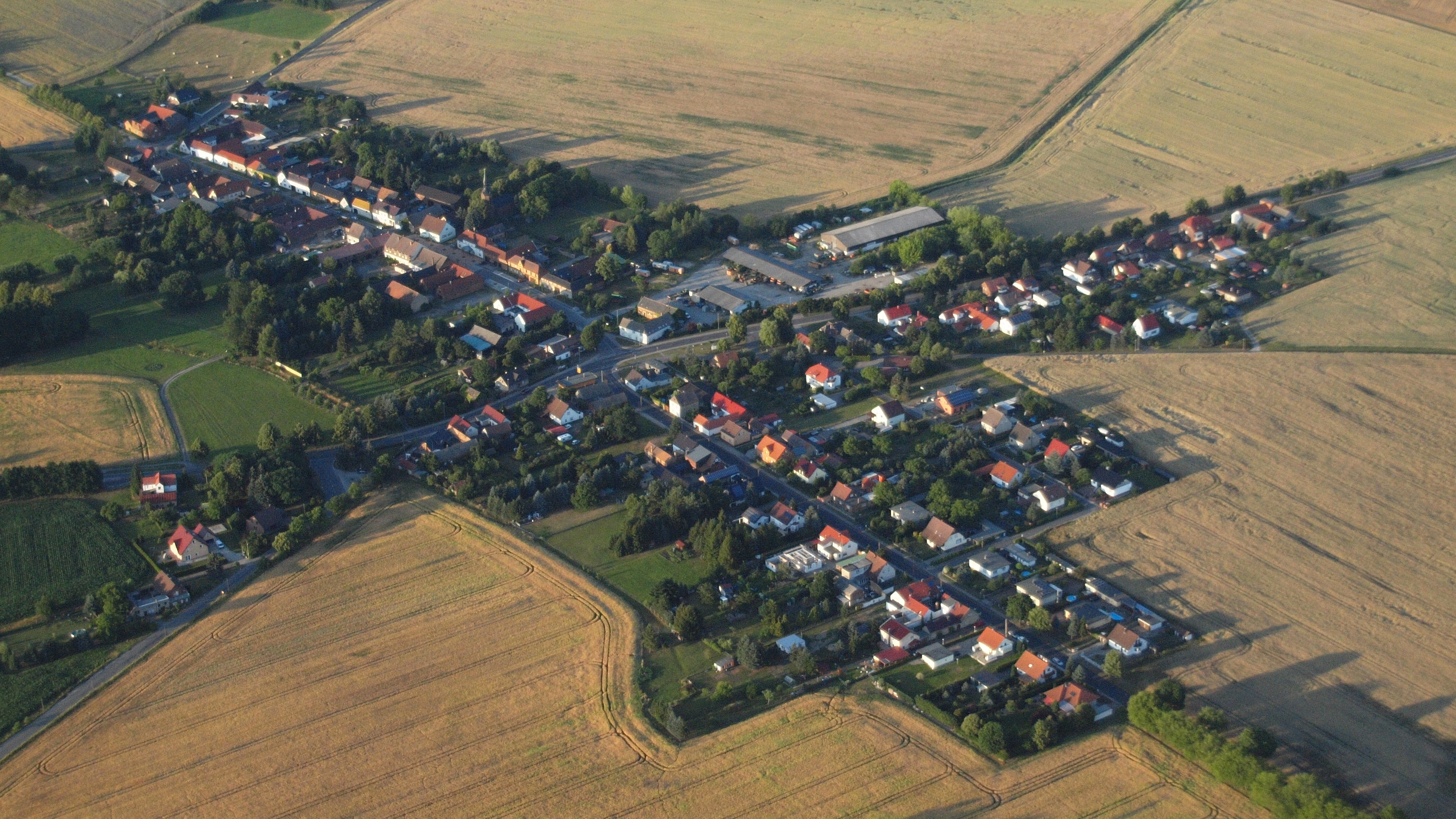
Saalhausen (Großräschen), Luftaufnahme (2015)

Die Dorfkirche im 1290 urkundlich erstmals erwähnten Saalhausen wurde in den Jahren von 1876 bis 1878 errichtet. Eine letztmalige umfangreiche Restauration der Kirche erfolgte kurz nach der Wende in den Jahren von 1989 bis 1991. Die Kirchengemeinde Saalhausen gehörte bis zum 1. Januar 2020 zum Kirchenkreis Senftenberg-Spremberg und seitdem zum Kirchenkreis Niederlausitz im Sprengel Görlitz der Evangelischen Kirche Berlin-Brandenburg-schlesische Oberlausitz.

## Baubeschreibung
Bei der Kirche handelt es sich um einen im neoromanischen Stil errichteten Backsteinbau mit Feldsteinsockel. Der westlich des Kirchenschiffs angefügte oktogonale Turm ist mit Laterne und Spitzhaube versehen.
Das Innere der Kirche ist von einer Holzbalkendecke und einer Hufeisenempore geprägt. Zum Inventar gehört neben einem gotischen Kanzelaltar, unter anderem ein runder Taufstein aus dem 15. Jahrhundert, wobei Schaft und Sockel aus dem 19. Jahrhundert stammen.

## Orgel

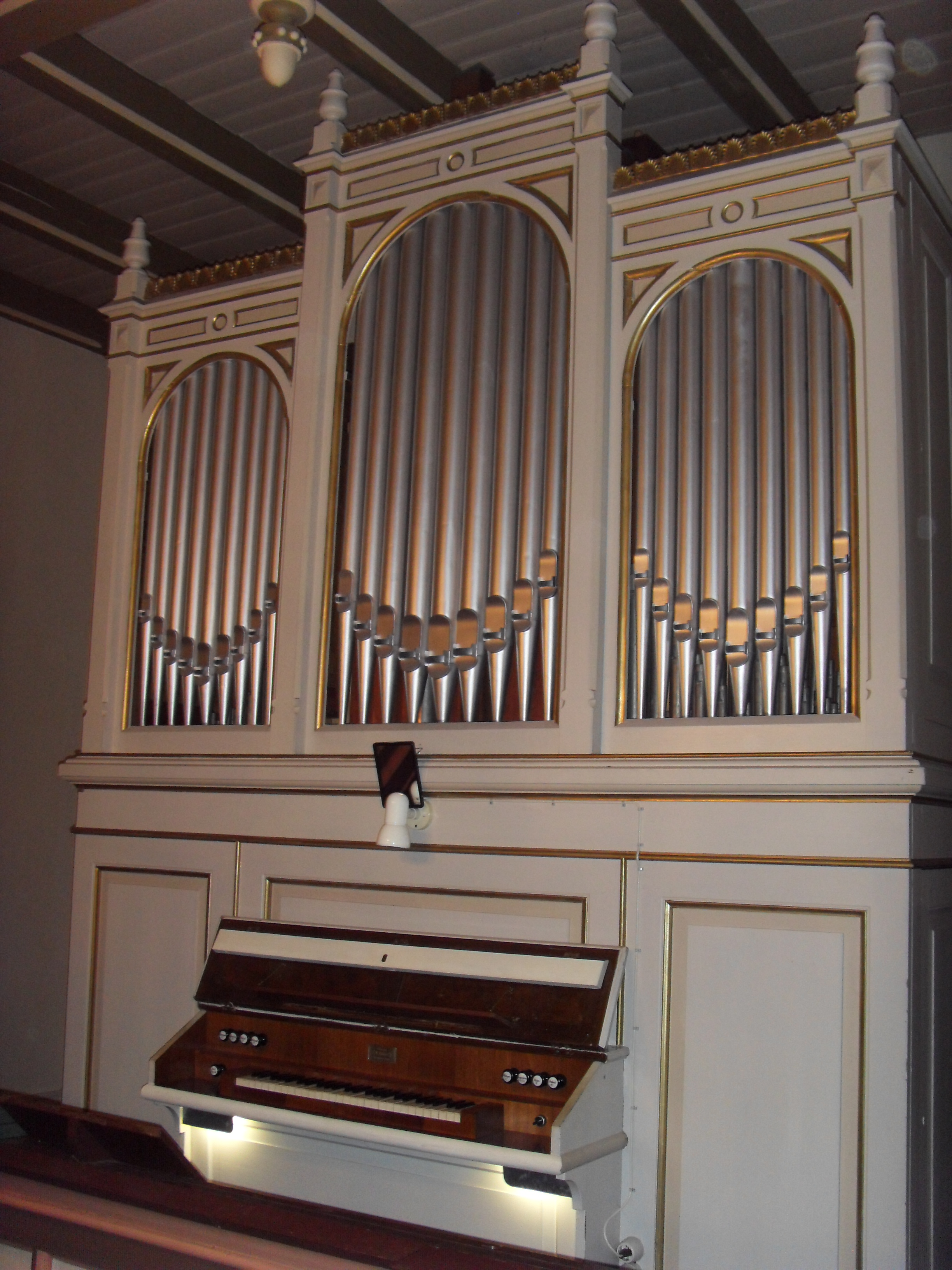
Sauer-Orgel

In der Kirche befindet sich eine bauzeitliche Orgel des Orgelbaumeisters Wilhelm Sauer (1831–1916), Opus 269, aus dem Jahr 1878 zu finden. Sie steht heute ebenfalls unter Denkmalschutz.
Das Instrument verfügt über acht Register auf einem Manual und Pedal mit mechanischer Kegellade.
Die Disposition lautet wie folgt:
| I Manual C–f3      |     |
| Bordun (ab c0)     | 16′ |
| Principal          | 8′  |
| Gedact             | 8′  |
| Salicional         | 8′  |
| Octave             | 4′  |
| Progression II–III |     |

| Pedal C–d1 |     |
| Subbass    | 16′ |
| Violon     | 8′  |

- Koppel: I/P

## Mahnen und Gedenken
Unmittelbar an der Kirche ist ein Gefallenendenkmal zu finden, welches den in den beiden Weltkriegen gefallenen Dorfbewohnern gedenkt und zum Gesamtdenkmal der Kirche zählt. Dieses aus drei Stelen und Namenstafeln bestehende Denkmal wurde in der Zeit von 1920 bis 1930 errichtet. Bekrönt wird es durch einen goldenen Adler. Als Baumaterial wurden für die Stelen Granit und für den Sockel Feldstein verwendet.
Die Inschriften des Denkmals lauten wie folgt:
- Gedenktafel des Ersten Weltkriegs: Zum ehrenden Gedenken der im Weltkriege 1914-18 gefallenen Helden;[5]
- Gedenktafel des Zweiten Weltkriegs: Durch den 2. Weltkrieg beklagt die Gemeinde Saalhausen: Sie mahnen zum Frieden[5]

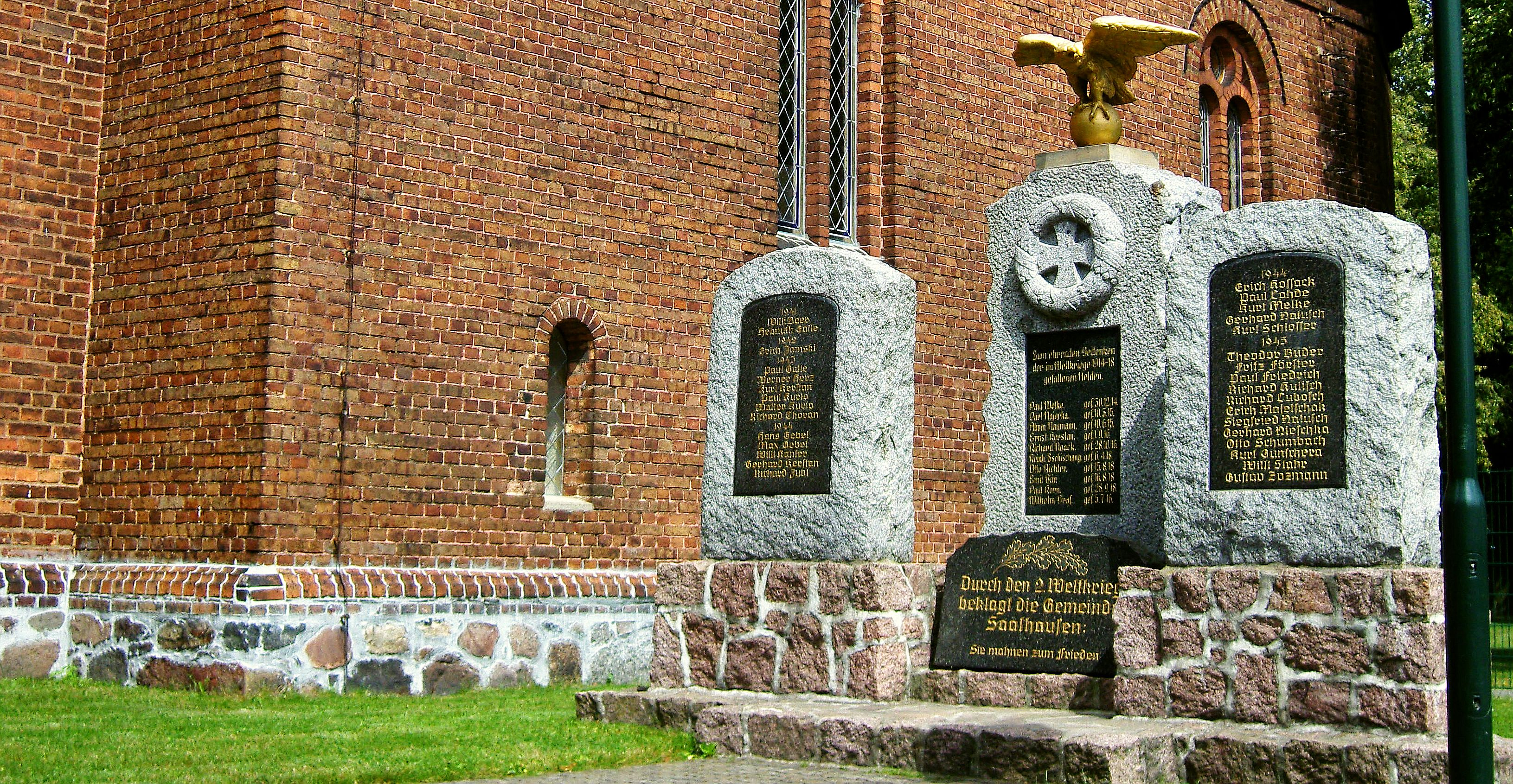
Gefallenendenkmal